# 위런타이
위런타이(중국어: 于仁泰, 병음: Yú Réntài 위런타이[*], 한자음: 우인태, 광둥어: Jyu4 Jan4 Tai3 유 얀타이, 영어: Ronny Yu, 1950년 ~ )는 홍콩 출신의 영화 배우이자 영화 제작자이다.

## 프로필
미국으로 유학하여 오하이오 주립 대학교에서 경영학 석사를 취득, 졸업 후 미국 ABC 방송사에서 일하다가 1974년 홍콩으로 귀국하여 광고 기획사에서 근무하던 중 1979년부터 영화 제작자로 활동하기 시작하였다.

## 출연작
- 1979년 장내장외
- 1980년 구세자
- 1981년 추귀칠웅
- 1981년 순성마
- 1984년 영기박인
- 1985년 사안자
- 1986년 용재강호
- 1988년 맹귀제도장
- 1989년 사저대세
- 1989년 굉천용호투
- 1991년 천왕
- 1992년 화두복성
- 1993년 백발마녀전 2 - 천하무적
- 1993년 백발마녀전
- 1994년 중금속
- 1996년 야반가성
- 1997년 워리어스
- 1999년 처키의 신부
- 2002년 51번째주
- 2004년 프레디 vs 제이슨
- 2006년 무인 곽원갑
- 2008년 블러드 더 라스트 뱀파이어

## 수상 내역
- 1993년 대만 -느-마장영화제 최우수 각본상